# DVCAM

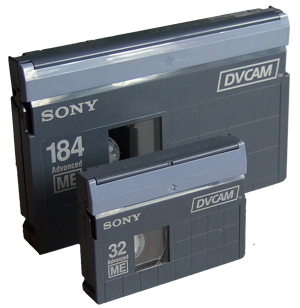
Cassettes DVCAM dans les deux formats en 1996.

Le DVCAM ou DVcam est un format vidéo numérique élaboré et commercialisé par la marque japonaise Sony. Cette déclinaison du format grand public Digital Video (DV) est adaptée au secteur professionnel et de la télédiffusion ou en anglais de type « broadcast ». Depuis le début des années 2000, le format DVCAM est notamment exploité dans le secteur « institutionnel ».

## Spécificités techniques
Le DVCAM est conforme aux spécifications du DV concernant le balayage mécanique de l'enregistrement magnétique : 4:1:1 en 525 lignes adapté au standard couleur NTSC et 4:2:0 en 625 lignes adapté au standard couleur PAL. La compression numérique de facteur 5 est réalisée en intra-trame ou intra-image au format M-JPEG. Le principal point qui différencie le DVCAM du DV grand-public réside dans la vitesse de défilement linéaire de la bande; elle est augmentée dans le DVCAM pour porter la largeur des pistes à 15 µm au lieu de 10 µm, ceci pour accroître la performance de l'enregistrement et conforter la largeur de bande du signal modulé. Pour la partie audio, l'enregistrement de 4 pistes distinctes à 32 kHz ou deux pistes stéréophoniques à 48 kHz contre seulement deux pistes 32 kHz ou 48 kHz (12 ou 16 bit) au format MiniDV. 
Les deux formats sont semi-compatibles : un magnétoscope DVcam permet la lecture et l'enregistrement sur MiniDV et le magnétoscope MiniDV peut lire les vidéos au format DVcam sur les cassettes petit format (mais pas les pistes audio complémentaires). Le support de vidéocassettes MiniDV peut être exploité sur un magnétoscope ou une caméra professionnelle et réciproquement.

## Formats de cassette
Deux formats de cassette DV sont commercialisés. Le petit format de type « S » offre selon le modèle, des durées de 12, 22, 32 ou 40 minutes et le grand format de type « L » permet d'atteindre 64, 94, 124 ou 184 minutes. Ce support est également présent dans le Professional Disc de Sony. Ce disque de technologie magnéto-optique de 24 grammes et protégé dans un boîtier, exploite le format Blu-ray et embrouille ses données audio et vidéo numériques pour la sauvegarde sur ce support de stockage et d'archivage professionnel.

## Gestion et édition informatique
Les liaisons vidéo et audio numériques au format DV permettent l'export ou l'import du signal DVcam natif vers ou depuis un ordinateur doté d'une carte d'acquisition compatible. Le signal enregistré sur la cassette DVcam est alors intact et peut être exploité sans aucun traitement ou compression de données, notamment lors d'un montage numérique.